# Dino Toso
Dino Vittorio Marcellinus Toso (11 de febrero de 1969 — 13 de agosto de 2008) fue un ingeniero ítalo-neerlandés que trabajó en la escudería de Renault de Fórmula 1 como director de aerodinámica desde 2003 hasta junio de 2008.

## Carrera
Toso estudió diseño de automoción y electrónica en el Apeldoorn Technical College, a lo que le siguió un grado de ingeniería de automoción. Obtuvo el máster en aerodinámica y vuelo en la Universidad de Cranfield en el Reino Unido. Trabajó en el NLR - Netherlands Aerospace Centre hasta 1995, donde fue fichado por el BMW para su programa de carreras de GT. En 1997 se incorporó al equipo Jordan de Fórmula 1, donde trabajó a ingeniería en carrera. En su tiempo en Jordan, el equipo consigue la primera victoria del equipo en el Gran Premio de Bélgica de 1998 con Damon Hill. En la temporada del 2000, Toso fue ingeniero de carrera de Jarno Trulli, una  pareja que se reencontró en Renault.
En 2001 siguió a su colega Mike Gascoyne al equipo Benetton, que había sido vendido a Renault el año anterior y pasó a denominarse como tal en 2002. A finales de 2003 reemplazó a John Iley como Jefe de Aerodinámica. Supervisó la única victoria de Jarno Trulli en el 
Gram Premio de Mónaco de 2004. Fue parte fundamental en el desarrollo del R25 y R26 con el que ganó el título de escuderías. El equipo ganó 17 Grandes Premios, 14 por parte de Fernando Alonso, dos con Giancarlo Fisichella y una con Jarno Trulli. En junio de 2008, Toso dimitió y se retiró de su cargo por problemas de salud.

## Vida personal
Toso se casó con Nathalie con el que tuvo una hija Isabella.  Toso se le diagnosticó un cáncer en 2004. Continuó trabajando mientras recibía el tratamiento. En agosto de 2008, dos meses después de retirarse, moriría a los 39 años. Compañeros como Flavio Briatore, Eddie Jordan y Damon Hill acudieron a su funeral.